# Nadia Hilker
Nadia Hilker (München, 1 december 1988) is een Duitse actrice en model.

## Biografie
Hilker werd geboren in München in een gezin van twee kinderen bij een Duitse vader en een Tunesische moeder. Op vierjarige leeftijd begon zij met dansballet, en studeerde later af aan de Royal Academy of Dance in Londen waar zij werd ontdekt voor modelwerk. Tijdens haar modelcarrière werkte zij onder andere voor Clearasil en C&A, en na haar modelcarrière besloot zij verder te gaan als actrice, waar zij zowel in Duitsland als Amerika werkt.
Hilker begon in 2010 met acteren in de Duitse film Zimmer mit Tante, waarna zij nog in meerdere films en televisieseries speelde. Zij is onder andere bekend van haar acteren in The 100 (2016-2017) en The Walking Dead (2018-2022).

## Filmografie

### Films
Uitgezonderd korte films.
- 2009: Traue keinem unter 30
- 2010: Zimmer mit Tante
- 2010: Die Route
- 2011: Für immer 30
- 2016 Collide - als verkeerde Juliette
- 2016 Allegiant - als Nita
- 2015 Breed - als Ruby
- 2014 Spring - als Louise
- 2011 Für immer 30 - als Luca
- 2010 Die Route - als Xenia
- 2010 Zimmer mit Tante - als Marie-Luise 'Malu' Seelig

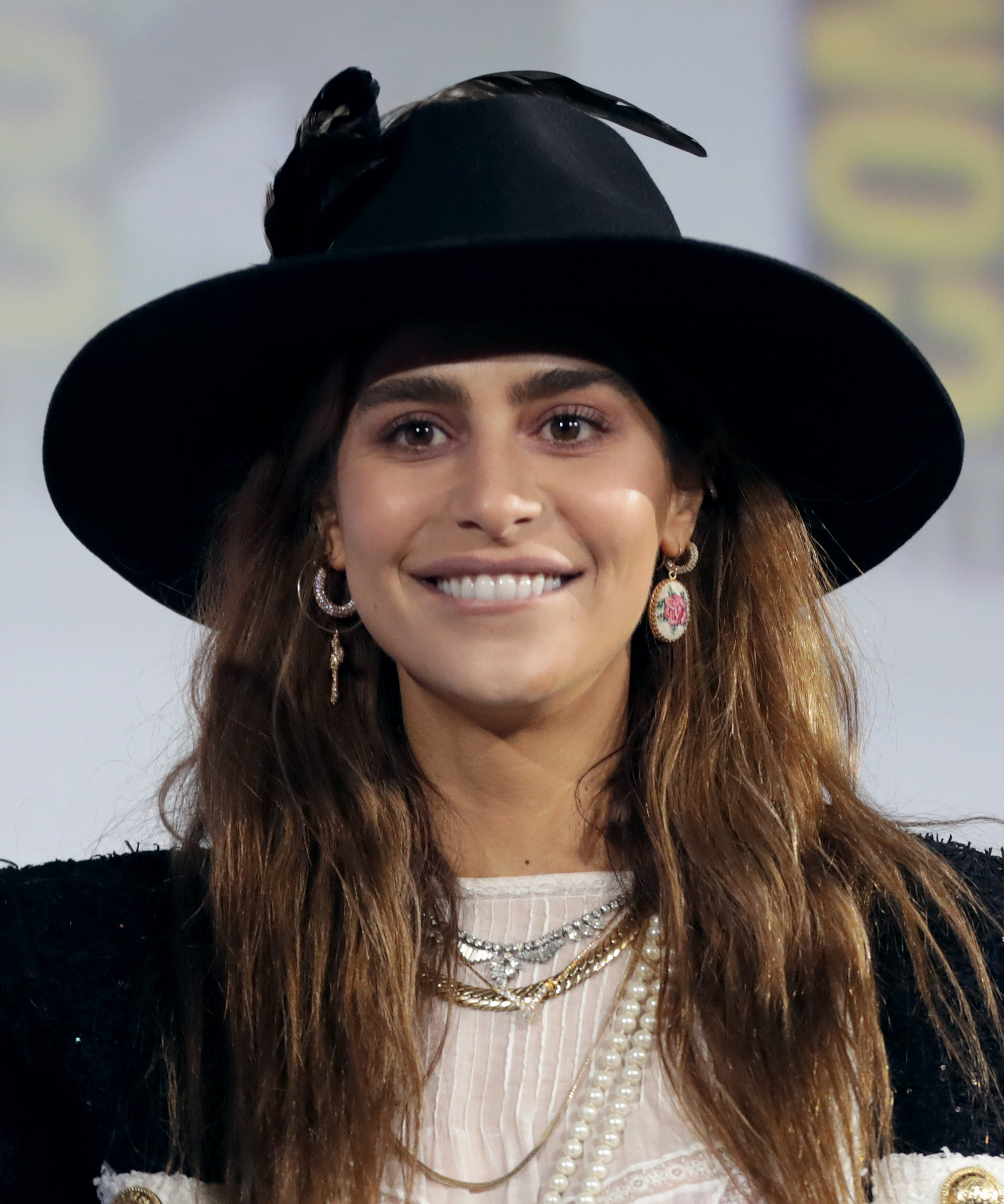
Nadia Hilker, 2019

### Televisieseries
Uitgezonderd eenmalige gastrollen.
- 2010: Alarm für Cobra 11 - Für das Leben eines Freundes
- 2010: SOKO 5113 - Schmarotzer
- 2011: SOKO Stuttgart - Knock Out
- 2012: Der letzte Bulle - Ich sag's nicht weiter
- 2012: Rosamunde Pilcher - Die andere Frau
- 2012: SOKO 5113 - Liebe, Sex und Mord
- 2012: München 7 - Einfach anders
- 2014: Alarm für Cobra 11 - Revolution
- 2015: SOKO Stuttgart - Tödliche Tage
- 2015: Huck - Cannstatter Kurve
- 2016: The Divergent Series: Allegiant
- 2016-2017 The 100 - als Luna
- 2012 Rosamunde Pilcher - als Gemma Kendall (2 afleveringen)
- 2012 The Other Wife - als Gemma Kendall (2 afleveringen)
- 2018-2022 The Walking Dead - als Magna (56 afleveringen)
- 2020: The Twilight Zone

### Korte film
- 2014: In der Galerie

- Gemeinsame Normdatei: 1061368017
- International Standard Name Identifier: 0000 0004 9892 9378
- Library of Congress Control Number: no2018013572
- Virtual International Authority File: 311615584
- WorldCat: E39PBJfrQ8kJWJDTMKMqpTbcfq